# Układ zjawisk sfer realnej gospodarki
Układ zjawisk sfer realnej gospodarki jest jednym z trzech układów systemu gospodarczego. Zjawiska sfery realnej konkretne strumienie i zasoby ludzkie, finansowe i rzeczowe, które mogą być ujmowane jako pewne agregaty charakteryzujące gospodarkę. Szczególnie ważne są takie agregaty sfery realnej jak dochód, produkcja, popyt, podaż, inwestycje, kapitał, zatrudnienie, płace, zyski, konsumpcja, oszczędności, podaż pieniądza, eksport, import. 
Znaczenie tych agregatów dla polityki gospodarczej wynika z następujących względów:
1. może stanowić przedmiot oddziaływania danej polityki gospodarczej; polityka gospodarcza może być skierowana na pobudzenie wzrostu PKB, produkcji, popytu lub zatrudnienia;
2. jeśli dany agregat nie jest bezpośrednim przedmiotem polityki gospodarczej to jego rozpoznanie może być istotną przesłanką podejmowania decyzji gospodarczych;
3. znajomość poziomu niektórych wielkości ekonomicznych pozwala na ocenę danej polityki gospodarczej z punktu widzenia jej skuteczności, efektywności.